# Éthoxylation
L'éthoxylation est une réaction chimique dans laquelle de l'oxyde d'éthylène est ajouté à un composé à hydrogène labile pour produire des tensioactifs. Le composé à hydrogène labile est généralement un alcool ou un phénol.

Réactions d'éthoxylation

## Histoire
Ce procédé aurait été inventé par Schöller et Wittwer, qui travaillaient alors pour IG Farben, grand groupe de l'industrie chimique allemande.

## Méthode
En éthoxylation industrielle, un alcool est traité avec de l'oxyde d'éthylène en présence d'un catalyseur, en général de l'hydroxyde de potassium (KOH), dans un réacteur pressurisé avec de l'azote et chauffé à environ 150 °C.

En général, on ajoute 5 à 10 unités d'oxyde d'éthylène à chaque alcool, ce qui produit la réaction suivante :
ROH + n C2H4O → R(OC2H4)nOH

## PEGylation
L'éthoxylation est en outre devenue une pratique courante, bien que moins répandue dans l'industrie des biotechnologies et l'industrie pharmaceutique, pour accroître la solubilité  dans l'eau ou dans d'autres liquides de nombreux produits (des composés organiques ou des composés non polaires, par exemple). Dans cette utilisation, l'éthoxylation est dite « PEGylation » car le « poly » [oxyde d'éthylène] utilisé l'est sous le nom de polyéthylène glycol, PEG en abrégé.

## Usages des produits éthoxylés
Les alcools éthoxylés et les phénols sont d'importants surfactants tensioactifs non ioniques. Ils disposent à la fois d'une queue lipophile (R dans l'équation ci-dessus) et d'un groupe de tête relativement polaire [(OC2H4)nOH dans l'exemple ci-dessus]. La quantité d'oxyde d'éthylène et le temps de réaction déterminent le « degré d'éthoxylation » (la valeur de n dans la formule ci-dessus), qui détermine les propriétés du produit tensioactif éthoxylé.
Traditionnellement, les alcools étaient obtenus par hydrogénation d'acides gras, mais la plupart sont actuellement des « alcools oxo » obtenus par hydroformylation. En outre, des alcools, des amines et des phénols sont maintenant couramment éthoxylés.
Les alcools gras éthoxylés servent souvent à produire (par conversion) des organosulfates. Parmi les exemples connus on peut citer le laureth sulfate de sodium, agent moussant de nombreux shampooings et de certains dentifrices, ainsi que des lessives industrielles.
La réaction de conversion utilise généralement le trioxyde de soufre ou l'acide chlorosulfurique, selon la formule suivante :
R(OC2H4)nOH + SO3 → R(OC2H4)nOSO3H

## Sécurité environnementale et sanitaire
Plusieurs composés éthoxylés, notamment des nonylphénols, dont l'industrie utilise des milliers de tonnes chaque année, font l'objet d'une polémique en raison de la rapidité de leur diffusion dans l'environnement, en particulier dans le milieu aquatique, et de leur écotoxicité pour la vie aquatique, ainsi que de la durée de vie de l'un des produits de leur dégradation, le nonylphénol.
Après la mise en évidence de cette dangerosité pour l'environnement (toxicité aigüe pour les milieux aquatiques en particulier ou toxicité chronique,) à la fin des années 2000, des évaluations sanitaires et environnementales ont été effectuées sur la méthode et les produits (dégradabilité, biodégradabilité, persistance dans les eaux usées et sédiments, bioconcentration, etc.).
Une étude de 2022 a révélé que l'expression des gènes impliqués dans la survie cellulaire, la barrière épithéliale, la signalisation des cytokines et le métabolisme étaient altérés par les agents de rinçage aux concentrations utilisées dans les lave-vaisselle. Les éthoxylates d'alcool présents dans ces agent de rinçage ont été identifiés comme le composant causant l'inflammation et les dommages à la barrière épithéliale.